# Erddrosseln
Die Erddrosseln (Zoothera) sind eine Gattung mittelgroßer, meist insektenfressender oder allesfressender Singvögel aus der Familie der Drosseln (Turdidae). Die Gattung ist vornehmlich in Asien und dem australasiatischen Raum verbreitet. Die meisten Arten sind Bodenbrüter und suchen auch ihre Nahrung auf dem Boden. Die afrikanischen Formen, die Halsbanddrossel und die Aztekendrossel der neuen Welt, die traditionell dieser Gattung zugeordnet werden, sind nicht näher mit den asiatischen Arten der Gattung Zoothera verwandt und bilden eigene Gattungen wie Ixoreus (Halsbanddrossel) und Ridgwayia (Aztekendrossel). Zahlreiche ehemalige afrikanische Zoothera-Arten sowie die Schieferdrossel (Geokichla sibirica) stehen gegenwärtig in der Gattung Geokichla.

## Systematik
Etwa 19 Arten gehören in diese Gattung, davon gilt eine – die Bonin-Erddrossel (Zoothera terrestris) – als ausgestorben.
- Zoothera andromedae – Sunda-Erddrossel oder Andromedadrossel
- Zoothera atrigena – Bougainville-Erddrossel
- Zoothera aurea – Erddrossel
  - Z. a. imbricata – Ceylon-Erddrossel, bis 2004 eigenständige Art Z. imbricata
  - Z. a. neilgherriensis, bis 2004 eigenständige Art Z. neilgherriensis
  - Z. a. horsfieldi, bis 2004 eigenständige Art Z. horsfieldi
- Zoothera dauma – Himalajaerddrossel
- Zoothera dixoni – Dixonerddrossel oder Dixondrossel
- Zoothera everetti – Borneoerddrossel oder Everettdrossel
- Zoothera griseiceps – Sichuanerddrossel
- Zoothera heinei – Heineerddrossel oder Papuaerddrossel
- Zoothera lunulata – Tasmanerddrossel
- Zoothera machiki – Tanimbarerddrossel
- Zoothera major – Amami-Erddrossel
- Zoothera margaretae – San Cristobal-Erddrossel
- Zoothera marginata – Langschnabel-Erddrossel oder Langschnabeldrossel
- Zoothera mollissima – Felserddrossel
- Zoothera monticola – Bergdrossel oder Bergerddrossel
- Zoothera salimalii – Walderddrossel[2]
- Zoothera talaseae – Bismarckerddrossel
- Zoothera terrestris – Bonin-Erddrossel †
- Zoothera turipavae – Guadalcanal-Erddrossel